# 충주 칠금동 제철유적
충주 칠금동 제철유적(忠州 漆琴洞 製鐵遺蹟)은 충청북도 충주시 칠금동 탄금대 인근에 위치한 백제시대의 제철유적이다. 2019년 8월 9일 충청북도의 기념물 제170호로 지정되었다.

## 지정 사유
충주 탄금대 남쪽의 충적지로 이어지는 매우 완만한 구릉에 입지하고 한반도 중·남부 지역에서 최대 규모의 제철 생산단지 가운데 하나로 우리나라 고대 철 생산 양상과 실태를 이해하는데 중요한 유적이다.
충주 칠금동 제철유적에서 확인된 이중의 방습 시설은 처음 찾아진 것으로 한국 고대 제철사에서 중요한 의미를 지니고 있다. 또한 이 유적처럼 대규모의 철 생산 시설이 조사된 경우도 없고 특히 장기간 조업을 위한 제철로의 조성 방법(하․중․상층의 중층적 조성)과 그 기법은 매우 특이하고 독창적이다.

## 갤러리

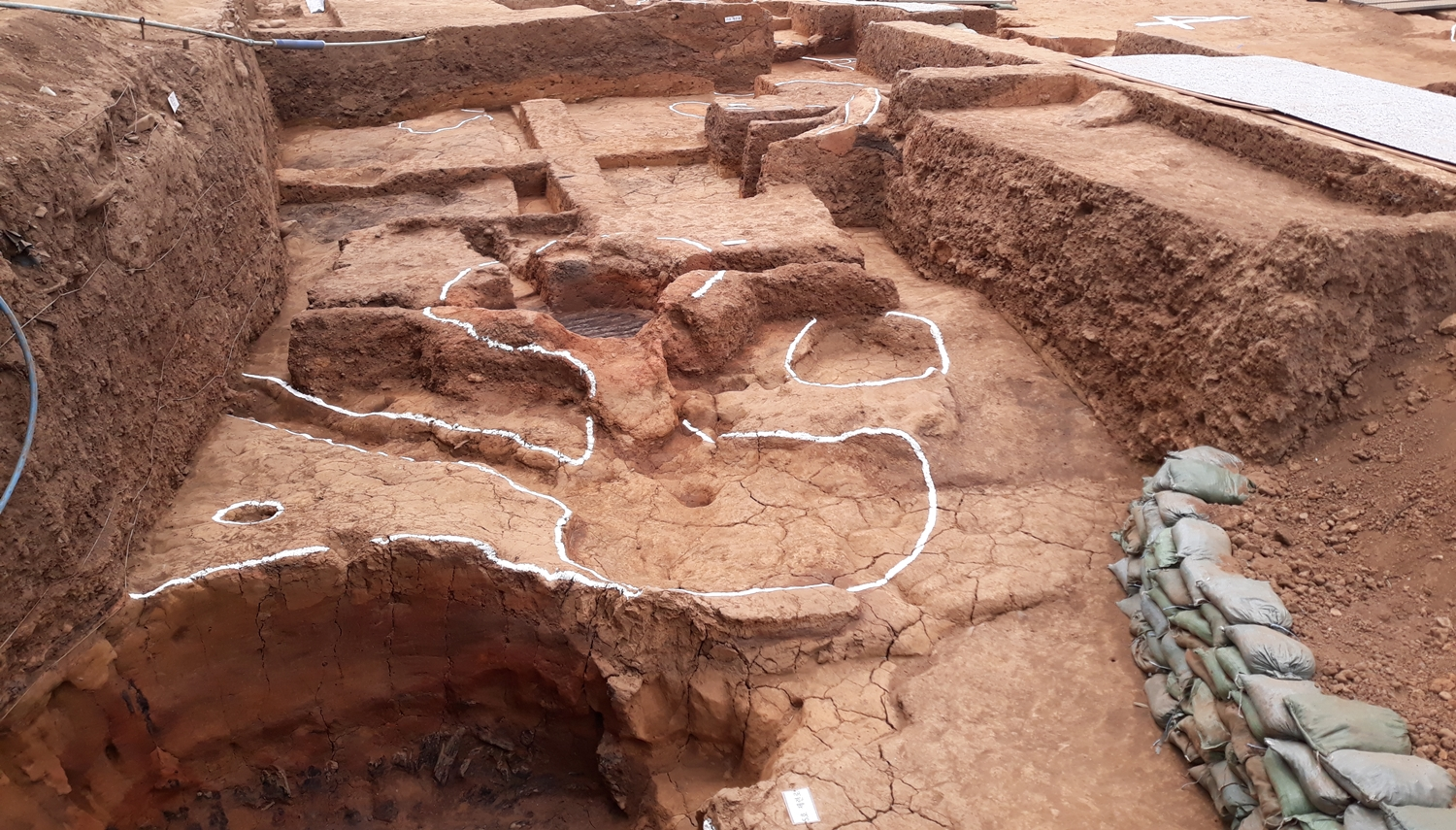
제철유적 내부 모습.

## 참고 문헌
- 충주 칠금동 제철유적 - 국가유산청 국가유산포털